# 수면 (마음작용)
수면(睡眠,
산스크리트어: middha,
팔리어: middha,
영어: torpor,
sleep,
drowsiness) 또는 줄여서 면(眠)은
설일체유부의 5위 75법에서 심소법(心所法: 46가지) 중
부정지법(不定地法: 8가지) 가운데 하나이며,
유식유가행파와 법상종의 5위 100법에서 심소법(心所法: 51가지)의
부정심소(不定心所: 4가지) 가운데 하나이다.
수면(睡眠)은 마음(6식 또는 8식, 즉 심왕, 즉 심법)으로 하여금 암매(闇昧: 흐리멍덩함, 어리석고 몽매함)해지게 하는 마음작용이다. 보다 자세히는, 마음(6식 또는 8식, 즉 심왕, 즉 심법)의 제6 의식이 깊이 잠자는 것, 즉 잠을 수(睡)라 하고 전5식(前五識)이 캄캄하여 작용하지 않는 것을 면(眠)이라 한다. 달리 말하면, 휴식과 재충전 등의 필요상 불가피하게 수면(睡眠)과 상응해야만 하는 (깨닫지 못한 사람들의) 마음(6식 또는 8식, 즉 심왕, 즉 심법)은 어둡고 자유롭지 못한 상태에 처해 있는 것이다. 한편, 수면(睡眠)을 줄여서 간단히 면(眠)이라고도 한다.

## 수면과 혼면개
수면(睡眠)은 다른 마음작용인 혼침(惛沈)과 합하여 5개(五蓋) 중의 하나인 혼면개(惛眠蓋)가 된다. 즉, 수면(睡眠)과 혼침(惛沈)은 다 같이 능히 마음(6식 또는 8식, 즉 심왕, 즉 심법)으로 하여금 가라앉[沈]게 하고 어둡[昧]게 하는 작용을 한다. 혼면개는 계온(戒蘊) · 정온(定蘊) · 혜온(慧蘊) · 해탈온(解脫蘊) · 해탈지견온(解脫知見蘊)의 5무루온(五無漏蘊) 가운데 혜온(慧蘊)을 장애한다. 즉 수면(睡眠)과 혼침은 비발사나(毘鉢舍那, vipasyana: 삼매에 의한 正觀)를 멀리하게 하는 것이기 때문에 혜온을 장애한다고 말한다.

## 같이 보기
- 마음작용

## 참고 문헌
- 곽철환 (2003). 《시공 불교사전》. 시공사 / 네이버 지식백과. |title=에 외부 링크가 있음 (도움말)
- 권오민 (2003). 《아비달마불교》. 민족사.
- 세친 지음, 현장 한역, 권오민 번역 (K.955, T.1558). 《아비달마구사론》. 한글대장경 검색시스템 - 전자불전연구소 / 동국역경원. K.955(27-453), T.1558(29-1). |title=에 외부 링크가 있음 (도움말)
- 운허.  동국역경원 편집, 편집. 《불교 사전》. |title=에 외부 링크가 있음 (도움말)
- 호법 등 지음, 현장 한역, 김묘주 번역 (K.614, T.1585). 《성유식론》. 한글대장경 검색시스템 - 전자불전연구소 / 동국역경원. K.614(17-510), T.1585(31-1). |title=에 외부 링크가 있음 (도움말)
- (중국어) 星雲. 《佛光大辭典(불광대사전)》 3판. |title=에 외부 링크가 있음 (도움말)
- (중국어) 세친 조, 현장 한역 (T.1558). 《아비달마구사론(阿毘達磨俱舍論)》. 대정신수대장경. T29, No. 1558, CBETA. |title=에 외부 링크가 있음 (도움말)
- (중국어) 호법 등 지음, 현장 한역 (T.1585). 《성유식론(成唯識論)》. 대정신수대장경. T31, No. 1585, CBETA. |title=에 외부 링크가 있음 (도움말)